# Manavadar (Staat)

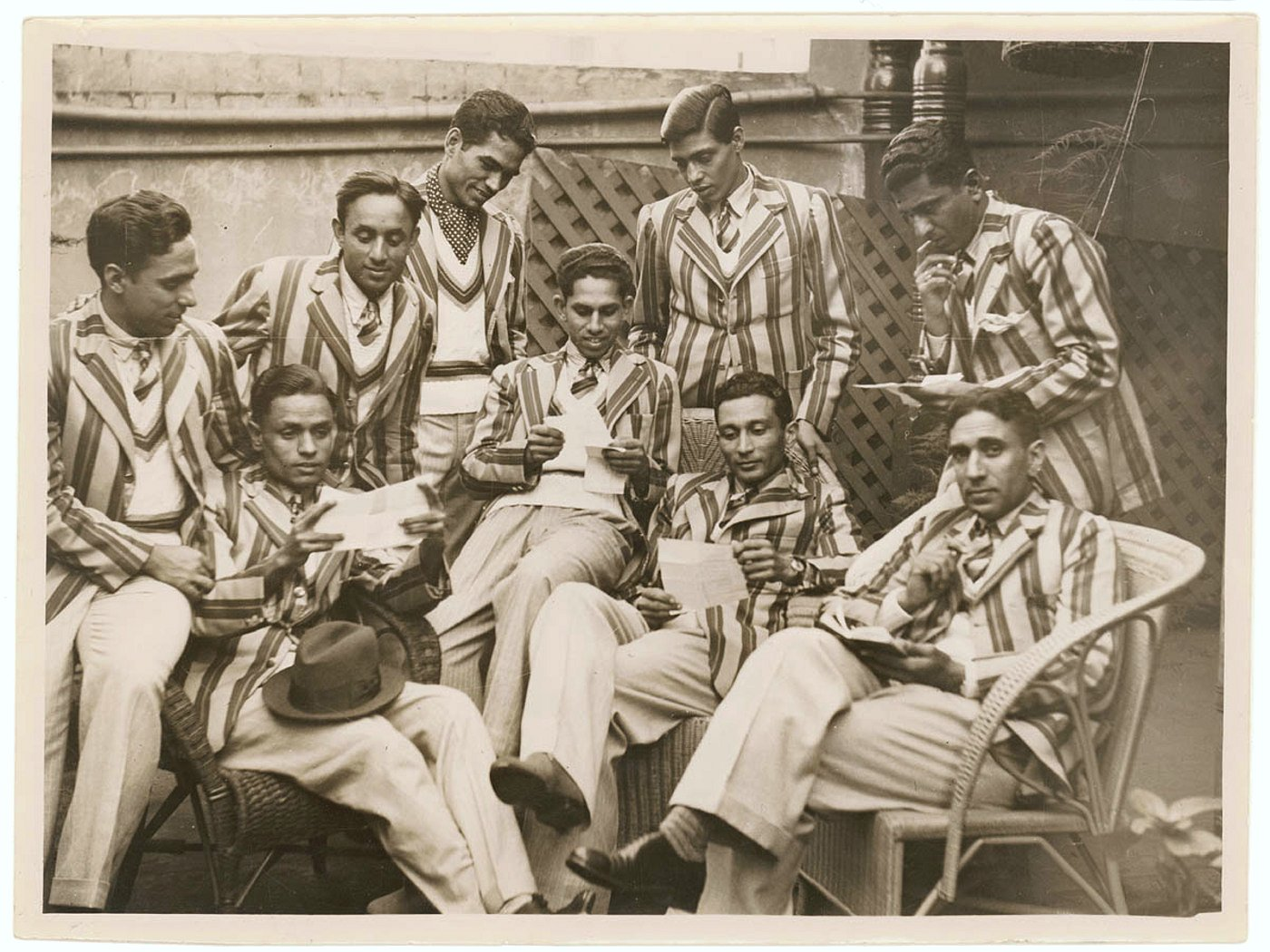
Herren-Hockey-Mannschaft von Manavadar in Sydney (Juni 1938)

Manavadar (Bantva-Manavadar) war ein Fürstenstaat Britisch-Indiens im Osten der Halbinsel Kathiawar um die Stadt Bantva im heutigen Bundesstaat Gujarat. Das Fürstentum wurde 1733 von Khan Sahib Diler Khan Salabat Muhammad Khan Babi, dem Bruder eines Nawab von Junagadh, gegründet. 1807–1947 war das Fürstentum britisches Protektorat. Ghulam Moinuddin Khan Fatehuddin Khan Babi (1931–1956) wurde zum Nawab erhoben. Manavadar hatte 1921 eine Fläche von 574 km² und 23.000 Einwohner.
Der Nawab entschied sich als Muslim wie sein Verwandter in Junagadh im September 1947 für den Anschluss an Pakistan, verwarf diese Entscheidung aber wieder, trat der Union Saurashtra bei und vollzog am 15. Februar 1948 den Anschluss an Indien (siehe Geschichte Indiens). Am 1. November 1956 wurden alle Fürstenstaaten aufgelöst und dem Bundesstaat Bombay einverleibt. Durch die Teilung von Bombay am 1. Mai 1960 kam Manavadar zu Gujarat.